# A Place for Paedophiles
A Place for Paedophiles är en brittisk dokumentärfilm som visades på brittisk TV den 21 april 2009. Filmen är 60 minuter lång och den presenterades av Louis Theroux som också var dess skapare.
Filmen utspelar sig på Coalinga State Hospital, ett sjukhus som arbetar med pedofiler. Theroux var den första dokumentärfilmaren som fått tillstånd att filma och intervjua de intagna på sjukhuset. 2010 fick  Theroux Royal Television Societys utmärkelse i kategorin bästa dokumentärpresentation för filmen.